# Сіябонга Сангвені
Сіябонга Сангвені (англ. Siyabonga Sangweni, нар. 29 вересня 1981, Емпангені, ПАР) — південноафриканський футболіст, захисник «Орландо Пайретс» та збірної ПАР.

## Клубна кар'єра
Сангвені виступав за місцеві команди своєї провінції, а згодом його запросили до відомого в Південні Африці клубу «Голден Ерровз», в якому він себе дуже вдало зарекомендував.
Учасник фінальної частини 19-ого Чемпіонату світу з футболу 2010 в Південно-Африканській Республіці.